# Стефан Ролев
Стефан Атанасов Ролев е български революционер, деец на Вътрешната македоно-одринска революционна организация. Активен спортист и много силен физически, той е наричан Железния.

## Биография
Ролев е роден на 15 август 1865 година в леринското село Върбени, тогава в Османската империя, днес Итеа, Гърция. Завършва Битолската българска мъжка гимназия след което става първия български учител по физическо възпитание в Битоля, а за кратко време и в Лерин. Влиза във ВМОРО. В 1901 – 1902 година е четник при Марко Лерински. Участва в Илинденско-Преображенското въстание през лятото на 1903 година като войвода на чета в Леринско. След въстанието емигрира, включва се в спортна трупа и пътува из Европа и САЩ.
След Младотурската революция в 1908 година е ръководител на българското гимнастическо дружество „Бигленски юнак“ в Лерин. През 1911 година подготвя атентат на султан Мехмед V при негово посещение в Битоля, но това негово намерение е осуетено от Организацията. Участва в снимки на филм на братя Манаки като спаринг партньор по бокс. В 1911 г. е направен неуспешен опит за атентат срещу него.
След Балканските войни продължава да живее в Лерин. Арестуван и бит е от гръцките власти при Леринската афера от октомври-ноември 1925 година.
Почива в Битоля на 24 декември 1969 година на 104 години.
Женен е за Мария, сестра на Илия Димушев.
Къщата му в Лерин е паметник на културата.

## Галерия
- Гимнастическото дружество „Пелистерски юнак“ в Битоля, 1909 година (Стефан Ролев е под знамето)
- Освещаването на българската църква в Лерин през 1910 година (Стефан Ролев е в средата на предпоследния ред)
- Българското юнашко дружество в Лерин в 1910 година (Стефан Ролев – в средата отзад)
- Писмо на Стефан Ролев, че дружеството в Лерин е спряло дейността си от 1911 г. поради тежкото положение, 9 юли 1912
- Стефан Ролев като войвода
- Стефан Ролев на стари години